# Tarasivka (okres Ťačiv)
Tarasivka, česky také Terešul nebo Teresová, ukrajinsky Тарасівка, maďarsky Tereselpatak, je obec v Neresnycké územní komunitě, v okrese Ťačiv, v Zakarpatské oblasti na západní Ukrajině. V roce 2025 zde žilo 3067 obyvatel.

## Historie
První písemná zmínka o Tarasivce pochází z roku 1638. Do uzavření Trianonské smlouvy byla obec součástí Uherska, poté součástí Československa. Od roku 1945 byla obec součástí Ukrajinské sovětské socialistické republiky, která byla součástí SSSR. Od roku 1991 je obec součástí nezávislé Ukrajiny. Dne 12. června 2020 se Tarasivka stala součástí nově založené Neresnycké územní komunity.

## Rodáci
- Ivan Párkányi (1896–1996), poslední guvernér Podkarpatské Rusi, ministr vlády ČSR